# Chanāqchī-ye Soflá
Chanāqchī-ye Soflá (persiska: چِناقچئ پائين, چُناقچئ سُفلَى, چِناقچئ سُفلَى, چِناقچئ سفلی, Chanāqchī-ye Pā’īn) är en ort i Iran.   Den ligger i provinsen Markazi, i den nordvästra delen av landet, 160 km väster om huvudstaden Teheran. Chanāqchī-ye Soflá ligger 2 127 meter över havet och antalet invånare är 377.
Terrängen runt Chanāqchī-ye Soflá är huvudsakligen kuperad, men åt nordväst är den platt.Runt Chanāqchī-ye Soflá är det ganska glesbefolkat, med 27 invånare per kvadratkilometer. Närmaste större samhälle är Estalaj, 16,6 km väster om Chanāqchī-ye Soflá. Trakten runt Chanāqchī-ye Soflá består i huvudsak av gräsmarker.